# Il mare dei vascelli perduti
Il mare dei vascelli perduti (Sea of Lost Ships) è un film del 1953 diretto da Joseph Kane.
È un film d'avventura a sfondo drammatico statunitense con John Derek, Wanda Hendrix, Walter Brennan e Richard Jaeckel.

## Trama
Grad Matthews e Hap O'Malley, che frequentano l'Accademia della Guardia Costiera, sono stati allevati insieme dal nostromo O'Malley da quando Grad è rimasto orfano di padre e sono legati da una fraterna amicizia. Una sera Hap presenta a Grad una bellissima ragazza di nome Pat e fra i due si crea subito una reciproca attrazione, che li spinge a rivedersi da soli. La coppia viene sorpresa da Hap e ne scaturisce una scena violenta: Grad si rende conto di aver tradito l'amico e, per stordirsi, si ubriaca e si mette alla guida andando incontro a un incidente, con conseguenze fortunatamente lievi. L'Accademia però decide di espellerlo e Grad, determinato a ripartire dalla gavetta per dimostrare di sapersi guadagnare i galloni, si arruola come semplice marinaio e si allontana dalla ragazza. 
Dopo qualche tempo, i due giovani si ritrovano a bordo di una stessa nave, in cui Hap, ormai guardiamarina, rischia di morire durante una missione. Grad, per salvare l'amico, mette a repentaglio la sua stessa vita. I due amici possono finalmente riconciliarsi e Grad potrà unirsi in matrimonio con Pat.

## Produzione
Il film, diretto da Joseph Kane su una sceneggiatura di Steve Fisher con il soggetto di Norman Reilly Raine, fu prodotto da Joseph Kane per la Republic Pictures e girato nei Republic Studios a Hollywood in California. Il titolo di lavorazione fu American Eagle.

## Distribuzione
Il film fu distribuito con il titolo Sea of Lost Ships negli Stati Uniti dal 1º febbraio 1954 (première a Washington il 21 ottobre 1953) al cinema dalla Republic Pictures.
Altre distribuzioni:
- negli Stati Uniti il 21 ottobre 1953 (Washington, D.C.)
- negli Stati Uniti il 1º febbraio 1954
- in Francia il 13 agosto 1954 (La mer des bateaux perdus)
- in Danimarca il 14 febbraio 1955 (Ishavspatrulje DC-3 kalder)
- in Svezia il 15 agosto 1955 (De döda skeppens hav)
- in Belgio (La mer des bateaux perdus e De zee der verloren schepen)
- in Grecia (I thalassa ton hamenon karavion)
- in Italia (Il mare dei vascelli perduti)

## Critica
Secondo il Morandini il film "ha un taglio semidocumentaristico non spregevole".

## Promozione
La tagline è: "Frozen hell of the North Atlantic... where daring men gamble their lives to conquer the danger of the sea!".